# Асахі (Ямаґата)

38°17′57″ пн. ш. 140°8′45″ сх. д. / 38.29917° пн. ш. 140.14583° сх. д.
Аса́хі (яп. 朝日町, あさひまち, МФА: [asaçi mat͡ɕi̥]) — містечко в Японії, в повіті Нісі-Мураяма префектури Ямаґата. Станом на 1 жовтня 2008 площа містечка становила 196,73 км². Станом на 1 січня 2009 населення містечка становило 8152 осіб.

## Персоналії
- Хонда Ісіро (1911—1993) — японський кінорежисер.